# Hitzone 1
TMF Hitzone 1 is een verzamelalbum. Het album, onderdeel van de serie Hitzone, werd op 16 januari 1998 uitgegeven door de Nederlandse muziekzender TMF. TMF Hitzone 1 belandde op de 1e plaats in de Verzamelalbum Top 30 en wist deze positie vijf weken te behouden.

## Nummers
| Nr. | Titel                         | Uitvoerend artiest                  | Duur |
| --- | ----------------------------- | ----------------------------------- | ---- |
| 1.  | It's Like That                | Run-D.M.C. vs. Jason Nevins         | 4:09 |
| 2.  | Spice Up Your Life            | Spice Girls                         | 2:53 |
| 3.  | As Long as You Love Me        | Backstreet Boys                     | 3:32 |
| 4.  | I'll Be There for You         | Solid HarmoniE                      | 3:09 |
| 5.  | Slam Dunk (Da Funk)           | 5ive                                | 3:38 |
| 6.  | Everything's Gonna be Alright | Sweetbox                            | 3:10 |
| 7.  | Come into My Life             | Gala                                | 3:22 |
| 8.  | To Brazil                     | Vengaboys                           | 3:06 |
| 9.  | Crazy Little Party Girl       | Aaron Carter                        | 3:25 |
| 10. | Prince Igor                   | The Rapsody feat. Warren G & Sissel | 3:40 |
| 11. | Don't Leave (Euphoric Radio)  | Faithless                           | 4:47 |
| 12. | Rub it in                     | Flamman & Abraxas feat. MC Lynx     | 3:27 |
| 13. | Alarma!                       | 666                                 | 3:25 |
| 14. | Phenomenon                    | LL Cool J                           | 3:06 |
| 15. | Clouds                        | The Source                          | 3:51 |
| 16. | Angel of Mine                 | Eternal                             | 4:19 |
| 17. | Doo Be La Dee                 | Total Touch                         | 3:57 |
| 18. | Da Ya Think I'm Sexy          | N-Trance                            | 4:19 |
| 19. | The Rebel                     | Yves Deruyter                       | 3:53 |